# یوتا ساتو
یوتا ساتو (ژاپنی: 佐藤 祐太؛ زادهٔ ۱۳ مهٔ ۱۹۹۵) یک بازیکن فوتبال اهل ژاپن است.
از باشگاه‌هایی که در آن بازی کرده‌است می‌توان به باشگاه ورزشی یوکوهاما اشاره کرد.